# Formule 1 v roce 1980
Sezóna Formule 1 1980 byla 31. sezónou Mistrovství světa Formule 1, závodní série pořádané pod hlavičkou Mezinárodní automobilové federace (FIA). Sezóna zahrnovala 14. mistrovských a 1 nemistrovský závod. Mistrovství světa se konalo mezi 13. lednem a 5. říjnem.
Alan Jones s vozem Williams Grand Prix Engineering–Ford se stal prvním Australanem, který vyhrál mistrovství světa jezdců od Jacka Brabhama v roce 1966. Tým Williams získal titul mezi konstruktéry. V sezóně došlo ve Formuli 1 k zásadním změnám mezi jezdci. Debutovali budoucí mistři světa Alain Prost a Nigel Mansell, zatímco úřadující šampion Jody Scheckter prožil hroznou sezónu ve Ferrari, která vyústil v to, že Scheckter odešel na konci roku z Formule 1. Při testování na Hockenheimringu navíc přišel o život Francouz Patrick Depailler.

## Týmy a jezdci
| Účastník                                                                                                 | Konstruktér     | Šasi          | Motor                        | Pneumatiky | Číslo | Jezdci                | Závody      |
| --- | --------------- | ------------- | ---------------------------- | ---------- | ----- | --------------------- | ----------- |
| Scuderia Ferrari SpA SEFAC                                                                               | Ferrari         | 312T5         | Ferrari 015 3,0 F12          | M          | 1     | Jody Scheckter        | Vše         |
| Scuderia Ferrari SpA SEFAC                                                                               | Ferrari         | 312T5         | Ferrari 015 3,0 F12          | M          | 2     | Gilles Villeneuve     | Vše         |
| Candy Tyrrell Team                                                                                       | Tyrrell-Ford    | 009 010       | Ford Cosworth DFV 3,0 V8     | G          | 3     | Jean-Pierre Jarier    | Vše         |
| Candy Tyrrell Team                                                                                       | Tyrrell-Ford    | 009 010       | Ford Cosworth DFV 3,0 V8     | G          | 4     | Derek Daly            | Vše         |
| Candy Tyrrell Team                                                                                       | Tyrrell-Ford    | 009 010       | Ford Cosworth DFV 3,0 V8     | G          | 43    | Mike Thackwell        | 13–14       |
| Parmalat Racing                                                                                          | Brabham-Ford    | BT49          | Ford Cosworth DFV 3,0 V8     | G          | 5     | Nelson Piquet         | Vše         |
| Parmalat Racing                                                                                          | Brabham-Ford    | BT49          | Ford Cosworth DFV 3,0 V8     | G          | 6     | Ricardo Zunino        | 1–7         |
| Parmalat Racing                                                                                          | Brabham-Ford    | BT49          | Ford Cosworth DFV 3,0 V8     | G          | 6     | Héctor Rebaque        | 8–14        |
| Marlboro Team McLaren                                                                                    | McLaren-Ford    | M29B M29C M30 | Ford Cosworth DFV 3,0 V8     | G          | 7     | John Watson           | Vše         |
| Marlboro Team McLaren                                                                                    | McLaren-Ford    | M29B M29C M30 | Ford Cosworth DFV 3,0 V8     | G          | 8     | Alain Prost           | 1–3, 5–14   |
| Marlboro Team McLaren                                                                                    | McLaren-Ford    | M29B M29C M30 | Ford Cosworth DFV 3,0 V8     | G          | 8     | Stephen South         | 4           |
| Team ATS                                                                                                 | ATS-Ford        | D3 D4         | Ford Cosworth DFV 3,0 V8     | G          | 9     | Marc Surer            | 1–3, 7–14   |
| Team ATS                                                                                                 | ATS-Ford        | D3 D4         | Ford Cosworth DFV 3,0 V8     | G          | 9     | Jan Lammers           | 4–6         |
| Team ATS                                                                                                 | ATS-Ford        | D3 D4         | Ford Cosworth DFV 3,0 V8     | G          | 10    | Jan Lammers           | 1–3         |
| Team ATS                                                                                                 | ATS-Ford        | D3 D4         | Ford Cosworth DFV 3,0 V8     | G          | 10    | Harald Ertl           | 9           |
| Team Essex Lotus                                                                                         | Lotus-Ford      | 81 81B        | Ford Cosworth DFV 3,0 V8     | G          | 11    | Mario Andretti        | Vše         |
| Team Essex Lotus                                                                                         | Lotus-Ford      | 81 81B        | Ford Cosworth DFV 3,0 V8     | G          | 12    | Elio de Angelis       | Vše         |
| Team Essex Lotus                                                                                         | Lotus-Ford      | 81 81B        | Ford Cosworth DFV 3,0 V8     | G          | 43    | Nigel Mansell         | 10–12       |
| Unipart Racing Team                                                                                      | Ensign-Ford     | N180          | Ford Cosworth DFV 3,0 V8     | G          | 14    | Clay Regazzoni        | 1–4         |
| Unipart Racing Team                                                                                      | Ensign-Ford     | N180          | Ford Cosworth DFV 3,0 V8     | G          | 14    | Tiff Needell          | 5–6         |
| Unipart Racing Team                                                                                      | Ensign-Ford     | N180          | Ford Cosworth DFV 3,0 V8     | G          | 14    | Jan Lammers           | 7–14        |
| Unipart Racing Team                                                                                      | Ensign-Ford     | N180          | Ford Cosworth DFV 3,0 V8     | G          | 41    | Geoff Lees            | 11–12       |
| Équipe Renault Elf                                                                                       | Renault         | RE20          | Renault-Gordini EF1 1,5 V6 t | M          | 15    | Jean-Pierre Jabouille | 1–13        |
| Équipe Renault Elf                                                                                       | Renault         | RE20          | Renault-Gordini EF1 1,5 V6 t | M          | 16    | René Arnoux           | Vše         |
| Shadow Cars Theodore Shadow                                                                              | Shadow-Ford     | DN11 DN12     | Ford Cosworth DFV 3,0 V8     | G          | 17    | Stefan Johansson      | 1–2         |
| Shadow Cars Theodore Shadow                                                                              | Shadow-Ford     | DN11 DN12     | Ford Cosworth DFV 3,0 V8     | G          | 17    | Geoff Lees            | 3–7         |
| Shadow Cars Theodore Shadow                                                                              | Shadow-Ford     | DN11 DN12     | Ford Cosworth DFV 3,0 V8     | G          | 18    | David Kennedy         | 1–7         |
| Skol Fittipaldi Team                                                                                     | Fittipaldi-Ford | F7 F8         | Ford Cosworth DFV 3,0 V8     | G          | 20    | Emerson Fittipaldi    | Vše         |
| Skol Fittipaldi Team                                                                                     | Fittipaldi-Ford | F7 F8         | Ford Cosworth DFV 3,0 V8     | G          | 21    | Keke Rosberg          | Vše         |
| Marlboro Team Alfa Romeo                                                                                 | Alfa Romeo      | 179           | Alfa Romeo 1260 3,0 V12      | G          | 22    | Patrick Depailler     | 1–8         |
| Marlboro Team Alfa Romeo                                                                                 | Alfa Romeo      | 179           | Alfa Romeo 1260 3,0 V12      | G          | 22    | Vittorio Brambilla    | 11–12       |
| Marlboro Team Alfa Romeo                                                                                 | Alfa Romeo      | 179           | Alfa Romeo 1260 3,0 V12      | G          | 22    | Andrea de Cesaris     | 13–14       |
| Marlboro Team Alfa Romeo                                                                                 | Alfa Romeo      | 179           | Alfa Romeo 1260 3,0 V12      | G          | 23    | Bruno Giacomelli      | Vše         |
| Équipe Ligier Gitanes                                                                                    | Ligier-Ford     | JS11/15       | Ford Cosworth DFV 3,0 V8     | G          | 25    | Didier Pironi         | Vše         |
| Équipe Ligier Gitanes                                                                                    | Ligier-Ford     | JS11/15       | Ford Cosworth DFV 3,0 V8     | G          | 26    | Jacques Laffite       | Vše         |
| Albilad Williams Racing Team                                                                             | Williams-Ford   | FW07 FW07B    | Ford Cosworth DFV 3,0 V8     | G          | 27    | Alan Jones            | Vše         |
| Albilad Williams Racing Team                                                                             | Williams-Ford   | FW07 FW07B    | Ford Cosworth DFV 3,0 V8     | G          | 28    | Carlos Reutemann      | Vše         |
| Warsteiner Arrows Racing Team Warsteiner Arrows Racing with Penthouse Rizla+.                            | Arrows-Ford     | A3            | Ford Cosworth DFV 3,0 V8     | G          | 29    | Riccardo Patrese      | Vše         |
| Warsteiner Arrows Racing Team Warsteiner Arrows Racing with Penthouse Rizla+.                            | Arrows-Ford     | A3            | Ford Cosworth DFV 3,0 V8     | G          | 30    | Jochen Mass           | 1–10, 13–14 |
| Warsteiner Arrows Racing Team Warsteiner Arrows Racing with Penthouse Rizla+.                            | Arrows-Ford     | A3            | Ford Cosworth DFV 3,0 V8     | G          | 30    | Mike Thackwell        | 11          |
| Warsteiner Arrows Racing Team Warsteiner Arrows Racing with Penthouse Rizla+.                            | Arrows-Ford     | A3            | Ford Cosworth DFV 3,0 V8     | G          | 30    | Manfred Winkelhock    | 12          |
| Osella Racing Team                                                                                       | Osella-Ford     | FA1 FA1B      | Ford Cosworth DFV 3,0 V8     | G          | 31    | Eddie Cheever         | Vše         |
| Brands Hatch Racing                                                                                      | Williams-Ford   | FW07          | Ford Cosworth DFV 3,0 V8     | G          | 43    | Desiré Wilson         | 8           |
| RAM – Penthouse Rizla+. Racing RAM – Rainbow Jeans/Theodore Racing RAM – Williams Grand Prix Engineering | Williams-Ford   | FW07          | Ford Cosworth DFV 3,0 V8     | G          | 50    | Rupert Keegan         | 8–14        |
| RAM – Penthouse Rizla+. Racing RAM – Rainbow Jeans/Theodore Racing RAM – Williams Grand Prix Engineering | Williams-Ford   | FW07          | Ford Cosworth DFV 3,0 V8     | G          | 51    | Kevin Cogan           | 13          |
| RAM – Penthouse Rizla+. Racing RAM – Rainbow Jeans/Theodore Racing RAM – Williams Grand Prix Engineering | Williams-Ford   | FW07          | Ford Cosworth DFV 3,0 V8     | G          | 51    | Geoff Lees            | 14          |

### Změny před sezónou
- Arturo Merzario a Héctor Rebaque se zúčastnili sezóny 1979, postavili si vlastní šasi a sami závodili. Oba však na konci roku ukončili své působení ve Formuli 1.
- Tým Osella byl blízko k vítězství v evropském šampionátu Formule 2 v roce 1979 s jezdcem Eddiem Cheeverem. Poté, co si zajistil sponzorství od italské tabákové společnosti, vstoupil v roce 1980 do Formule 1 a vzal s sebou Cheevera. Američan předtím jezdil za Theodore a Hesketh v roce 1978.
- Williams podepsal Carlose Reutemanna. Argentinec skončil třetí v šampionátu v roce 1975, stejně jako v roce 1978, ale prožil těžkou sezónu 1979 s Lotusem. Bývalý pilot Williamsu Clay Regazzoni se znovu připojil k Ensign Racing, za který jezdil v roce 1977, poté, co Marc Surer přestoupil k ATS.
- ATS také podepsalo Jana Lammerse, který přišel z postupně mizejícího týmu Shadow. Lammersův týmový kolega z roku 1979 Elio de Angelis se po Reutemannově odchodu přestěhoval do Lotusu. Pro rok 1980 Shadow podepsal Davida Kennedyho, vicemistra britského šampionátu Formule 1 z roku 1979, a Stefana Johanssona, který byl teprve britským pilotem Formule 3.
- Jacky Ickx odešel z Formule 1 na konci roku 1979, jeho místo v Ligieru převzal Didier Pironi.
- Mistr světa evropského šampionátu Formule 3 z roku 1979 Alain Prost debutoval ve Formuli 1 s McLarenem. Nahradil Patricka Tambaye, který se stal v roce 1980 šampionem Can-Am s týmem Haas Lola.
- Tým Fittipaldi podepsal budoucího šampiona Kekeho Rosberga poté, co na konci předchozí sezóny koupil zbytky týmu Wolf.
- Patrick Depailler, který se stále zotavoval z nehody při závěsném létání, nastoupil do Alfy Romeo a nahradil Vittoria Brambillu.

### Změny během sezóny
- Marc Surer havaroval během kvalifikace v Kyalami a zranil si obě nohy. ATS právě zredukovalo provoz ze dvou na jeden vůz a rozešlo se s Janem Lammersem, ale Nizozemec se vrátil pro další tři závody, zatímco se Surer zotavoval.
- Clay Regazzoni ochrnul od pasu dolů, když mu na Long Beach přestaly fungovat brzdy a narazil do zaparkovaného vozu a betonové bariéry. Tiff Needell, Jan Lammers a Geoff Lees převzali jeho místo v týmu v tomto pořadí. Lees už závodil za Shadow dříve v tomto roce, když nahradil Stefana Johanssona, který se nekvalifikoval do svých prvních dvou závodů a jeho debut byl považován za předčasný.
- V polovině sezóny převzal Theodore Racing tým Shadow. Theodore vstoupil do sezóny 1981 s prvním vlastním šasi.
- RAM Racing vstoupil do Grand Prix Velké Británie s vozem Williams FW07 z roku 1979, který řídil Rupert Keegan. Tým zůstal po zbytek sezóny a na poslední dva závody dokonce přihlásil i druhý vůz. (RAM byl zapojen do Formule 1 od roku 1976, ale trvalo až do roku 1983, než vstoupil do celé sezóny a postavil si vlastní šasi.)
- Héctor Rebaque se vrátil do Formule 1 a nahradil Ricarda Zunina v Brabhamu od Grand Prix Velké Británie.
- Během soukromého testování na Hockenheimringu zahynul při nehodě pilot Alfy Romeo Patrick Depailler. Jezdec týmu z roku 1979 Vittorio Brambilla se vrátil na dva závody, než předal řízení debutantovi Andrea de Cesarisovi.
- Testovací jezdec Lotusu Nigel Mansell debutoval, když ho Colin Chapman nasadil do třech závodů, řídil vývojovou verzi Lotus 81. V roce 1981 se stal celosezónním jezdcem týmu.
- Jen něco málo přes rok poté, co vyhrál svůj první závod ve Formuli 3, závodil Mike Thackwell ve Formuli 2 a při Grand Prix Nizozemska mu Ken Tyrrell umožnil jeho první test ve Formuli 1. Svůj závodní debut si odbyl při Grand Prix Kanady, čímž se stal do té doby nejmladším jezdcem Formule 1 (ačkoli byl závod zastaven červenou vlajkou a byl požádán, aby svůj vůz předal jezdci Tyrrellu Jeanu-Pierru Jarierovi pro restart závodu, takže rekord je diskutabilní).

## Kalendář
| Pořadí | Grand Prix                       | Okruh                                    | Datum        |
| ------ | -------------------------------- | ---------------------------------------- | ------------ |
| 1      | Grand Prix Argentiny             | Autódromo de Buenos Aires, Buenos Aires  | 13. leden    |
| 2      | Grand Prix Brazílie              | Autodromo de Interlagos, São Paulo       | 27. leden    |
| 3      | Grand Prix Jihoafrické republiky | Kyalami Grand Prix Circuit, Midrand      | 1. březen    |
| 4      | Grand Prix USA Západ             | Long Beach Street Circuit, Kalifornie    | 30. březen   |
| 5      | Grand Prix Belgie                | Circuit Zolder, Heusden-Zolder           | 4. květen    |
| 6      | Grand Prix Monaka                | Circuit de Monaco, Monte Carlo           | 18. květen   |
| 7      | Grand Prix Francie               | Paul Ricard Circuit, Le Castellet        | 29. červen   |
| 8      | Grand Prix Velké Británie        | Brands Hatch, Kent                       | 13. červenec |
| 9      | Grand Prix Německa               | Hockenheimring, Hockenheim               | 10. srpen    |
| 10     | Grand Prix Rakouska              | Österreichring, Spielberg                | 17. srpen    |
| 11     | Grand Prix Nizozemska            | Circuit Zandvoort, Zandvoort             | 31. srpen    |
| 12     | Grand Prix Itálie                | Autodromo Dino Ferrari, Imola            | 14. září     |
| 13     | Grand Prix Kanady                | le Notre-Dame Circuit, Montréal          | 28. září     |
| 14     | Grand Prix USA                   | Watkins Glen Grand Prix Course, New York | 5. říjen     |

### Změny v kalendáři
- Grand Prix Brazílie se měla původně vrátit do Jacarepaguá, ale části trati, původně postavené na bažině, se začínaly propadat do měkkého terénu, a tak se závod jel stejně jako rok předtím na Autodromo de Interlagos.
- Grand Prix Španělska, která se konala 1. června, měla být mistrovským závodem, ale kvůli válce mezi organizacemi FISA a FOCA o aerodynamiku přísavného efektu se závod odjel pouze jako nemistrovský. V důsledku války Ferrari, Renault a Alfa Romeo akci bojkotovaly. Před pátečním tréninkem bylo oznámeno, že závod se nepojede podle předpisů FISA, a proto se nebude počítat do šampionátu. Závod vyhrál Alan Jones.
- Grand Prix Francie byla přesunuta z Dijon-Prenois na okruh Paula Ricarda v souladu s uspořádáním sdílení událostí mezi těmito dvěma okruhy. Stejně tak byla Grand Prix Velké Británie přesunuta ze Silverstone na Brands Hatch.
- Grand Prix Itálie byla přesunuta z Autodromo Nazionale di Monza na Autodromo Dino Ferrari, zatímco Monza prošla velkou modernizací, včetně nové budovy boxů.

#### Provizorní kalendář
Původně měla být sezóna 1980 šampionátem osmnácti závodů, ale tři Grand Prix byly před začátkem sezóny zrušeny:
- Grand Prix Mexika se měla konat 13. dubna, ale okruh Autódromo Hermanos Rodríguez nebyl včas zrekonstruován.[3]
- Grand Prix Švédska se původně měla jet 14. června na okruhu Anderstorp Raceway, ale byla zrušena, protože nadšení pro Formuli 1 ve Švédsku opadlo v důsledku smrti švédských jezdců Ronnieho Petersona a Gunnara Nilssona. Žádná další Grand Prix Švédska se již nekonala.[3]
- Grand Prix Caesars Palace se původně měla jet 2. listopadu, ale závod byl zrušen. První závod se konal až v roce 1981.

## Výsledky a pořadí

### Grands Prix
| Pořadí | Grand Prix                       | Pole position         | Nejrychlejší kolo | Vítěz závodu          | Vítězný tým   | Výsledky |
| ------ | -------------------------------- | --------------------- | ----------------- | --------------------- | ------------- | -------- |
| 1      | Grand Prix Argentiny             | Alan Jones            | Alan Jones        | Alan Jones            | Williams-Ford | Výsledky |
| 2      | Grand Prix Brazílie              | Jean-Pierre Jabouille | René Arnoux       | René Arnoux           | Renault       | Výsledky |
| 3      | Grand Prix Jihoafrické republiky | Jean-Pierre Jabouille | René Arnoux       | René Arnoux           | Renault       | Výsledky |
| 4      | Grand Prix USA Západ             | Nelson Piquet         | Nelson Piquet     | Nelson Piquet         | Brabham-Ford  | Výsledky |
| 5      | Grand Prix Belgie                | Alan Jones            | Jacques Laffite   | Didier Pironi         | Ligier-Ford   | Výsledky |
| 6      | Grand Prix Monaka                | Didier Pironi         | Carlos Reutemann  | Carlos Reutemann      | Williams-Ford | Výsledky |
| 7      | Grand Prix Francie               | Jacques Laffite       | Alan Jones        | Alan Jones            | Williams-Ford | Výsledky |
| 8      | Grand Prix Velké Británie        | Didier Pironi         | Didier Pironi     | Alan Jones            | Williams-Ford | Výsledky |
| 9      | Grand Prix Německa               | Alan Jones            | Alan Jones        | Jacques Laffite       | Ligier-Ford   | Výsledky |
| 10     | Grand Prix Rakouska              | René Arnoux           | René Arnoux       | Jean-Pierre Jabouille | Renault       | Výsledky |
| 11     | Grand Prix Nizozemska            | René Arnoux           | René Arnoux       | Nelson Piquet         | Brabham-Ford  | Výsledky |
| 12     | Grand Prix Itálie                | René Arnoux           | Alan Jones        | Nelson Piquet         | Brabham-Ford  | Výsledky |
| 13     | Grand Prix Kanady                | Nelson Piquet         | Didier Pironi     | Alan Jones            | Williams-Ford | Výsledky |
| 14     | Grand Prix USA                   | Bruno Giacomelli      | Alan Jones        | Alan Jones            | Williams-Ford | Výsledky |

### Bodový systém
Body získalo šest nejlepších klasifikovaných jezdců. Mezinárodní pohár konstruktérů započítával pouze body jezdce s nejvyšším umístěním v každém závodě. Pro Mistrovství i Pohár se počítalo pět nejlepších výsledků z kol 1-7 a pět nejlepších výsledků z kol 8-14.
Čísla bez závorek jsou mistrovské body a čísla v závorkách představují celkový počet získaných bodů. Body byly udělovány v následujícím systému:
| Umístění | 1. | 2. | 3. | 4. | 5. | 6. |
| -------- | -- | -- | -- | -- | -- | -- |
| Body     | 9  | 6  | 4  | 3  | 2  | 1  |
| Zdroj:   |    |    |    |    |    |    |

### Pořadí jedzců
| Poř. | Jezdec                | ARG | BRA | RSA | USW | BEL | MON | FRA | GBR | GER | AUT | NED | ITA | CAN | USA | Body    |
| ---- | --------------------- | --- | --- | --- | --- | --- | --- | --- | --- | --- | --- | --- | --- | --- | --- | ------- |
| 1    | Alan Jones            | 1   | 3   | Ret | Ret | 2   | Ret | 1   | 1   | (3) | 2   | 11  | 2   | 1   | 1   | 67 (71) |
| 2    | Nelson Piquet         | 2   | Ret | 4   | 1   | Ret | 3   | 4   | 2   | 4   | 5   | 1   | 1   | Ret | Ret | 54      |
| 3    | Carlos Reutemann      | Ret | Ret | 5   | Ret | 3   | 1   | 6   | 3   | 2   | 3   | (4) | (3) | 2   | 2   | 42 (49) |
| 4    | Jacques Laffite       | Ret | Ret | 2   | Ret | 11  | 2   | 3   | Ret | 1   | 4   | 3   | 9   | 8   | 5   | 34      |
| 5    | Didier Pironi         | Ret | 4   | 3   | 6   | 1   | Ret | 2   | Ret | Ret | Ret | Ret | 6   | 3   | 3   | 32      |
| 6    | René Arnoux           | Ret | 1   | 1   | 9   | 4   | Ret | 5   | NC  | Ret | 9   | 2   | 10  | Ret | 7   | 29      |
| 7    | Elio de Angelis       | Ret | 2   | Ret | Ret | 10  | 9   | Ret | Ret | 16  | 6   | Ret | 4   | 10  | 4   | 13      |
| 8    | Jean-Pierre Jabouille | Ret | Ret | Ret | 10  | Ret | Ret | Ret | Ret | Ret | 1   | Ret | Ret | Ret |     | 9       |
| 9    | Riccardo Patrese      | Ret | 6   | Ret | 2   | Ret | 8   | 9   | 9   | 9   | 14  | Ret | Ret | Ret | Ret | 7       |
| 10   | Keke Rosberg          | 3   | 9   | Ret | Ret | 7   | DNQ | Ret | DNQ | Ret | 16  | DNQ | 5   | 9   | 10  | 6       |
| 11   | John Watson           | Ret | 11  | 11  | 4   | NC  | DNQ | 7   | 8   | Ret | Ret | Ret | Ret | 4   | NC  | 6       |
| 12   | Derek Daly            | 4   | 14  | Ret | 8   | 9   | Ret | 11  | 4   | 10  | Ret | Ret | Ret | Ret | Ret | 6       |
| 13   | Jean-Pierre Jarier    | Ret | 12  | 7   | Ret | 5   | Ret | Ret | 5   | 15  | Ret | 5   | 13  | 7   | NC  | 6       |
| 14   | Gilles Villeneuve     | Ret | 16  | Ret | Ret | 6   | 5   | 8   | Ret | 6   | 8   | 7   | Ret | 5   | Ret | 6       |
| 15   | Emerson Fittipaldi    | NC  | 15  | 8   | 3   | Ret | 6   | Ret | 12  | Ret | 11  | Ret | Ret | Ret | Ret | 5       |
| 16   | Alain Prost           | 6   | 5   | DNS |     | Ret | Ret | Ret | 6   | 11  | 7   | 6   | 7   | Ret | DNS | 5       |
| 17   | Jochen Mass           | Ret | 10  | 6   | 7   | Ret | 4   | 10  | 13  | 8   | DNQ |     |     | 11  | Ret | 4       |
| 18   | Bruno Giacomelli      | 5   | 13  | Ret | Ret | Ret | Ret | Ret | Ret | 5   | Ret | Ret | Ret | Ret | Ret | 4       |
| 19   | Jody Scheckter        | Ret | Ret | Ret | 5   | 8   | Ret | 12  | 10  | 13  | 13  | 9   | 8   | DNQ | 11  | 2       |
| 20   | Mario Andretti        | Ret | Ret | 12  | Ret | Ret | 7   | Ret | Ret | 7   | Ret | 8   | Ret | Ret | 6   | 1       |
| 21   | Héctor Rebaque        |     |     |     |     |     |     |     | 7   | Ret | 10  | Ret | Ret | 6   | Ret | 1       |
| —    | Marc Surer            | Ret | 7   | DNS |     |     |     | Ret | Ret | 12  | 12  | 10  | Ret | DNQ | 8   | 0       |
| —    | Ricardo Zunino        | 7   | 8   | 10  | Ret | Ret | DNQ | Ret |     |     |     |     |     |     |     | 0       |
| —    | Rupert Keegan         |     |     |     |     |     |     |     | 11  | DNQ | 15  | DNQ | 11  | DNQ | 9   | 0       |
| —    | Clay Regazzoni        | NC  | Ret | 9   | Ret |     |     |     |     |     |     |     |     |     |     | 0       |
| —    | Jan Lammers           | DNQ | DNQ | DNQ | Ret | 12  | NC  | DNQ | DNQ | 14  | DNQ | DNQ | DNQ | 12  | Ret | 0       |
| —    | Eddie Cheever         | DNQ | DNQ | Ret | Ret | DNQ | DNQ | Ret | Ret | Ret | Ret | Ret | 12  | Ret | Ret | 0       |
| —    | Geoff Lees            |     |     | 13  | DNQ | DNQ | DNQ | DNQ |     |     |     | Ret | DNQ |     | DNQ | 0       |
| —    | Patrick Depailler     | Ret | Ret | NC  | Ret | Ret | Ret | Ret | Ret |     |     |     |     |     |     | 0       |
| —    | Nigel Mansell         |     |     |     |     |     |     |     |     |     | Ret | Ret | DNQ |     |     | 0       |
| —    | Vittorio Brambilla    |     |     |     |     |     |     |     |     |     |     | Ret | Ret |     |     | 0       |
| —    | Andrea de Cesaris     |     |     |     |     |     |     |     |     |     |     |     |     | Ret | Ret | 0       |
| —    | Mike Thackwell        |     |     |     |     |     |     |     |     |     |     | DNQ |     | Ret | DNQ | 0       |
| —    | Tiff Needell          |     |     |     |     | Ret | DNQ |     |     |     |     |     |     |     |     | 0       |
| —    | David Kennedy         | DNQ | DNQ | DNQ | DNQ | DNQ | DNQ | DNQ |     |     |     |     |     |     |     | 0       |
| —    | Stefan Johansson      | DNQ | DNQ |     |     |     |     |     |     |     |     |     |     |     |     | 0       |
| —    | Stephen South         |     |     |     | DNQ |     |     |     |     |     |     |     |     |     |     | 0       |
| —    | Desiré Wilson         |     |     |     |     |     |     |     | DNQ |     |     |     |     |     |     | 0       |
| —    | Harald Ertl           |     |     |     |     |     |     |     |     | DNQ |     |     |     |     |     | 0       |
| —    | Manfred Winkelhock    |     |     |     |     |     |     |     |     |     |     |     | DNQ |     |     | 0       |
| —    | Kevin Cogan           |     |     |     |     |     |     |     |     |     |     |     |     | DNQ |     | 0       |
| Poř. | Jezdec                | ARG | BRA | RSA | USW | BEL | MON | FRA | GBR | GER | AUT | NED | ITA | CAN | USA | Body    |

| Legenda k tabulce | Legenda k tabulce                                                                       |
| Barva             | Výsledek                                                                                |
| ----------------- | --------------------------------------------------------------------------------------- |
| Zlatá             | Vítěz                                                                                   |
| Stříbrná          | 2. místo                                                                                |
| Bronzová          | 3. místo                                                                                |
| Zelená            | Bodované umístění                                                                       |
| Modrá             | Nebodované umístění                                                                     |
| Modrá             | Dokončil neklasifikován (NC)                                                            |
| Fialová           | Odstoupil (Ret)                                                                         |
| Červená           | Nekvalifikoval se (DNQ)                                                                 |
| Červená           | Nepředkvalifikoval se (DNPQ)                                                            |
| Černá             | Diskvalifikován (DSQ)                                                                   |
| Bílá              | Nestartoval (DNS)                                                                       |
| Bílá              | Závod zrušen (C)                                                                        |
| Světle modrá      | Pouze trénoval (PO)                                                                     |
| Světle modrá      | Páteční testovací jezdec (TD)                                                           |
| Bez barvy         | Netrénoval (DNP)                                                                        |
| Bez barvy         | Vyřazen (EX)                                                                            |
| Bez barvy         | Nepřijel (DNA)                                                                          |
| Bez barvy         | Odvolal účast (WD)                                                                      |
| Bez barvy         | Nezúčastnil se (prázdné)                                                                |
| Označení          | Význam                                                                                  |
| Tučnost           | Pole position                                                                           |
| Kurzíva           | Nejrychlejší kolo                                                                       |
| †                 | Jezdec nedojel do cíle, ale byl klasifikován, protože odjel více než 90 % délky závodu. |
| ‡                 | Byl udělován poloviční počet bodů, protože bylo odjeto méně než 75 % délky závodu.      |
| Horní index       | Umístění bodujících jezdců ve sprintu                                                   |

### Pořadí konstruktérů
| Poř. | Konstruktér     | No. | ARG | BRA | RSA | USW | BEL | MON | FRA | GBR | GER | AUT | NED | ITA | CAN | USA | Body |
| ---- | --------------- | --- | --- | --- | --- | --- | --- | --- | --- | --- | --- | --- | --- | --- | --- | --- | ---- |
| 1    | Williams-Ford   | 27  | 1   | 3   | Ret | Ret | 2   | Ret | 1   | 1   | 3   | 2   | 11  | 2   | 1   | 1   | 120  |
| 1    | Williams-Ford   | 28  | Ret | Ret | 5   | Ret | 3   | 1   | 6   | 3   | 2   | 3   | 4   | 3   | 2   | 2   | 120  |
| 1    | Williams-Ford   | 43  |     |     |     |     |     |     |     | DNQ |     |     |     |     |     |     | 120  |
| 1    | Williams-Ford   | 50  |     |     |     |     |     |     |     | 11  | DNQ | 15  | DNQ | 11  | DNQ | 9   | 120  |
| 1    | Williams-Ford   | 51  |     |     |     |     |     |     |     |     |     |     |     |     | DNQ | DNQ | 120  |
| 2    | Ligier-Ford     | 25  | Ret | 4   | 3   | 6   | 1   | Ret | 2   | Ret | Ret | Ret | Ret | 6   | 3   | 3   | 66   |
| 2    | Ligier-Ford     | 26  | Ret | Ret | 2   | Ret | 11  | 2   | 3   | Ret | 1   | 4   | 3   | 9   | 8   | 5   | 66   |
| 3    | Brabham-Ford    | 5   | 2   | Ret | 4   | 1   | Ret | 3   | 4   | 2   | 4   | 5   | 1   | 1   | Ret | Ret | 55   |
| 3    | Brabham-Ford    | 6   | 7   | 8   | 10  | Ret | Ret | DNQ | Ret | 7   | Ret | 10  | Ret | Ret | 6   | Ret | 55   |
| 4    | Renault         | 15  | Ret | Ret | Ret | 10  | Ret | Ret | Ret | Ret | Ret | 1   | Ret | Ret | Ret |     | 38   |
| 4    | Renault         | 16  | Ret | 1   | 1   | 9   | 4   | Ret | 5   | NC  | Ret | 9   | 2   | 10  | Ret | 7   | 38   |
| 5    | Lotus-Ford      | 11  | Ret | Ret | 12  | Ret | Ret | 7   | Ret | Ret | 7   | Ret | 8   | Ret | Ret | 6   | 14   |
| 5    | Lotus-Ford      | 12  | Ret | 2   | Ret | Ret | 10  | 9   | Ret | Ret | 16  | 6   | Ret | 4   | 10  | 4   | 14   |
| 5    | Lotus-Ford      | 43  |     |     |     |     |     |     |     |     |     | Ret | Ret | DNQ |     |     | 14   |
| 6    | Tyrrell-Ford    | 3   | Ret | 12  | 7   | Ret | 5   | Ret | Ret | 5   | 15  | Ret | 5   | 13  | 7   | NC  | 12   |
| 6    | Tyrrell-Ford    | 4   | 4   | 14  | Ret | 8   | 9   | Ret | 11  | 4   | 10  | Ret | Ret | Ret | Ret | Ret | 12   |
| 6    | Tyrrell-Ford    | 43  |     |     |     |     |     |     |     |     |     |     |     |     | Ret | DNQ | 12   |
| 7    | Arrows-Ford     | 29  | Ret | 6   | Ret | 2   | Ret | 8   | 9   | 9   | 9   | 14  | Ret | Ret | Ret | Ret | 11   |
| 7    | Arrows-Ford     | 30  | Ret | 10  | 6   | 7   | Ret | 4   | 10  | 13  | 8   | DNQ | DNQ | DNQ | 11  | Ret | 11   |
| 8    | Fittipaldi-Ford | 20  | NC  | 15  | 8   | 3   | Ret | 6   | Ret | 12  | Ret | 11  | Ret | Ret | Ret | Ret | 11   |
| 8    | Fittipaldi-Ford | 21  | 3   | 9   | Ret | Ret | 7   | DNQ | Ret | DNQ | Ret | 16  | DNQ | 5   | 9   | 10  | 11   |
| 9    | McLaren-Ford    | 7   | Ret | 11  | 11  | 4   | NC  | DNQ | 7   | 8   | Ret | Ret | Ret | Ret | 4   | NC  | 11   |
| 9    | McLaren-Ford    | 8   | 6   | 5   | DNS | DNQ | Ret | Ret | Ret | 6   | 11  | 7   | 6   | 7   | Ret | DNS | 11   |
| 10   | Ferrari         | 1   | Ret | Ret | Ret | 5   | 8   | Ret | 12  | 10  | 13  | 13  | 9   | 8   | DNQ | 11  | 8    |
| 10   | Ferrari         | 2   | Ret | 16  | Ret | Ret | 6   | 5   | 8   | Ret | 6   | 8   | 7   | Ret | 5   | Ret | 8    |
| 11   | Alfa Romeo      | 22  | Ret | Ret | NC  | Ret | Ret | Ret | Ret | Ret |     |     | Ret | Ret | Ret | Ret | 4    |
| 11   | Alfa Romeo      | 23  | 5   | 13  | Ret | Ret | Ret | Ret | Ret | Ret | 5   | Ret | Ret | Ret | Ret | Ret | 4    |
| —    | ATS-Ford        | 9   | Ret | 7   | DNS | Ret | 12  | NC  | Ret | Ret | 12  | 12  | 10  | Ret | DNQ | 8   | 0    |
| —    | ATS-Ford        | 10  | DNQ | DNQ | DNQ |     |     |     |     |     | DNQ |     |     |     |     |     | 0    |
| —    | Ensign-Ford     | 14  | NC  | Ret | 9   | Ret | Ret | DNQ | DNQ | DNQ | 14  | DNQ | DNQ | DNQ | 12  | Ret | 0    |
| —    | Ensign-Ford     | 41  |     |     |     |     |     |     |     |     |     |     | Ret | DNQ |     |     | 0    |
| —    | Osella-Ford     | 31  | DNQ | DNQ | Ret | Ret | DNQ | DNQ | Ret | Ret | Ret | Ret | Ret | 12  | Ret | Ret | 0    |
| —    | Shadow-Ford     | 17  | DNQ | DNQ | 13  | DNQ | DNQ | DNQ | DNQ |     |     |     |     |     |     |     | 0    |
| —    | Shadow-Ford     | 18  | DNQ | DNQ | DNQ | DNQ | DNQ | DNQ | DNQ |     |     |     |     |     |     |     | 0    |
| Poř. | Konstruktér     | No. | ARG | BRA | RSA | USW | BEL | MON | FRA | GBR | GER | AUT | NED | ITA | CAN | USA | Body |

| Legenda k tabulce | Legenda k tabulce                                                                       |
| Barva             | Výsledek                                                                                |
| ----------------- | --------------------------------------------------------------------------------------- |
| Zlatá             | Vítěz                                                                                   |
| Stříbrná          | 2. místo                                                                                |
| Bronzová          | 3. místo                                                                                |
| Zelená            | Bodované umístění                                                                       |
| Modrá             | Nebodované umístění                                                                     |
| Modrá             | Dokončil neklasifikován (NC)                                                            |
| Fialová           | Odstoupil (Ret)                                                                         |
| Červená           | Nekvalifikoval se (DNQ)                                                                 |
| Červená           | Nepředkvalifikoval se (DNPQ)                                                            |
| Černá             | Diskvalifikován (DSQ)                                                                   |
| Bílá              | Nestartoval (DNS)                                                                       |
| Bílá              | Závod zrušen (C)                                                                        |
| Světle modrá      | Pouze trénoval (PO)                                                                     |
| Světle modrá      | Páteční testovací jezdec (TD)                                                           |
| Bez barvy         | Netrénoval (DNP)                                                                        |
| Bez barvy         | Vyřazen (EX)                                                                            |
| Bez barvy         | Nepřijel (DNA)                                                                          |
| Bez barvy         | Odvolal účast (WD)                                                                      |
| Bez barvy         | Nezúčastnil se (prázdné)                                                                |
| Označení          | Význam                                                                                  |
| Tučnost           | Pole position                                                                           |
| Kurzíva           | Nejrychlejší kolo                                                                       |
| †                 | Jezdec nedojel do cíle, ale byl klasifikován, protože odjel více než 90 % délky závodu. |
| ‡                 | Byl udělován poloviční počet bodů, protože bylo odjeto méně než 75 % délky závodu.      |
| Horní index       | Umístění bodujících jezdců ve sprintu                                                   |

## Nemistrovské závody
Následující závod byl otevřený pro vozy Formule 1, ale nezapočítával se do mistrovství světa jezdců ve Formuli 1 ani do mistrovství světa konstruktérů ve Formuli 1.
| Závod                | Okruh  | Datum     | Vítěz závodu | Vítězný konstruktér |
| -------------------- | ------ | --------- | ------------ | ------------------- |
| Grand Prix Španělska | Jarama | 1. červen | Alan Jones   | Williams-Ford       |